# Ridgeway (Nowy Jork)
Ridgeway – miasto w Stanach Zjednoczonych, w stanie Nowy Jork, w hrabstwie Orleans.